# St. James Infirmary

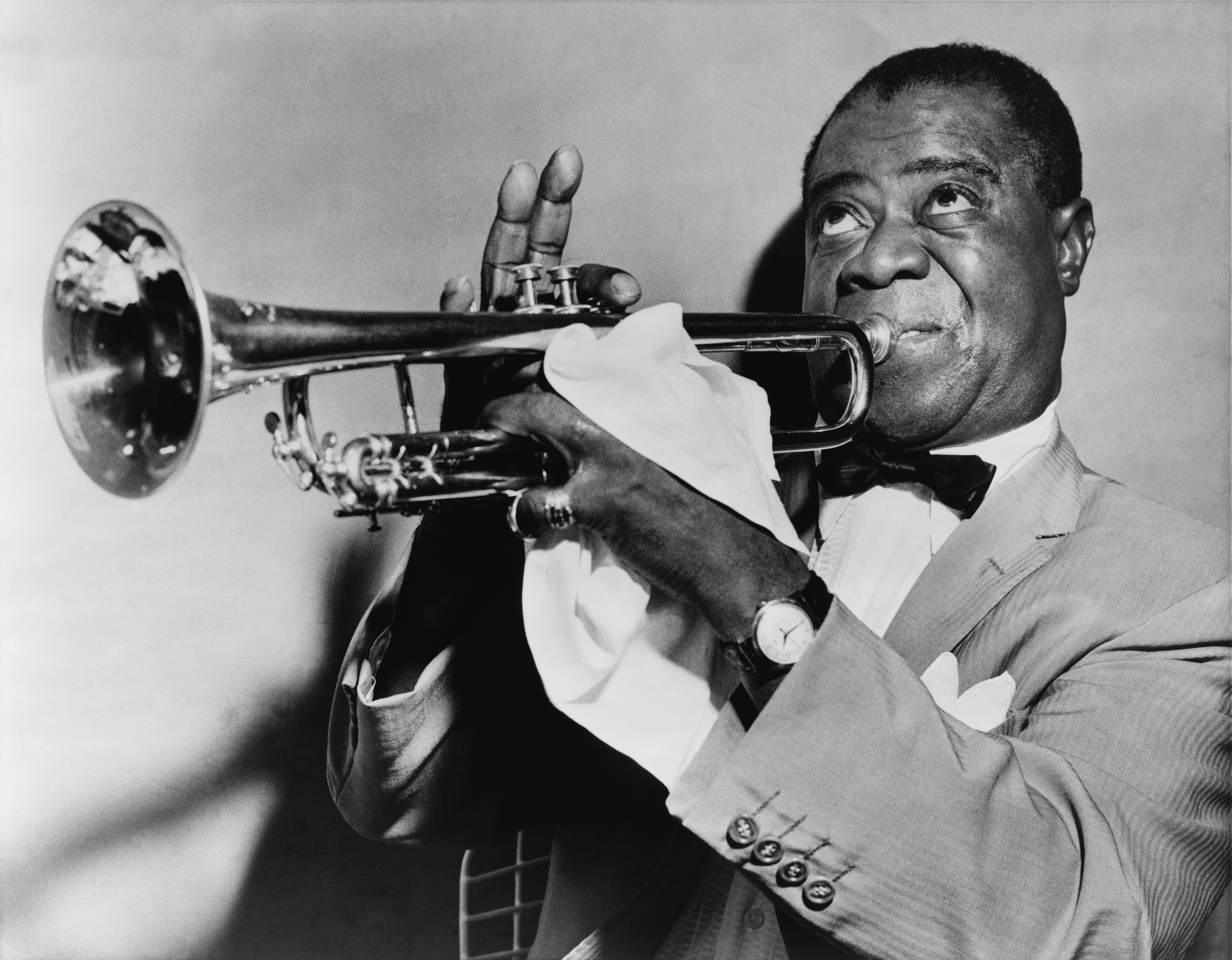
Louis Armstrong (1953)

St. James Infirmary (auch St. James Infirmary Blues) ist ein amerikanisches Volkslied unbekannten Ursprungs, dessen Copyright sich Joe Primrose (ein Pseudonym für Irving Mills) und Don Redman 1927 gesichert haben. Nach einer ersten Einspielung durch Louis Armstrong entwickelte sich der Song zum Jazzstandard.

## Geschichte
Der Text von St. James Infirmary baut auf einem traditionellen britischen Folksong des 18. Jahrhunderts auf: The Unfortunate Rake (auch The Unfortunate Lad oder The Trooper Cut Down in His Prime). Der in Dublin bereits 1790 gesungene Song handelt von einem Soldaten, der zu Prostituierten geht und dann an einer Geschlechtskrankheit stirbt. Der Inhalt des Songs wandelte sich im Lauf der Zeit; in Nordamerika, wo der Song auch überliefert wurde, wurden die Spielsucht und Alkoholismus zu den Ursachen des Todes des jungen Mannes. Aus dem Song entwickelte sich schließlich der amerikanische Song Streets of Laredo, aber auch der Gambler’s Blues, der 1926 von Phil Baxter veröffentlicht wurde. Dessen erste Aufnahme entstand im März 1927 mit dem Interpreten Fess Williams; Carl Moore (aus Arkansas) und Phil Baxter (aus Texas) waren auf der Platte als Urheber verzeichnet. Eine zweite Aufnahme aus dem Januar 1928 ist aus Tennessee bekannt; Sänger war Buell Kazee. In beiden Fällen wird der Song als euroamerikanische Folkballade vorgetragen. Dieser Song, der 1927 als Those Gambler’s Blues auch in einer Liedersammlung von Carl Sandberg, The American Songbag, unter Bezug auf drei voneinander unabhängige, regional verstreute Quellen veröffentlicht wurde, ist textlich über weite Strecken mit dem St. James Infirmary identisch. Hingegen ist der von Alan Lomax aufgenommene St. James Hospital textlich näher an den Folksongs, aber nahe an der Melodie des Gambler’s Blues und stellt so nach der Ansicht von Lomax eine Art Bindeglied zwischen der Folkballade und dem Popsong dar. Bereits aus dem Jahr 1924 stammt eine Instrumental-Einspielung von Whitey Kaufman’s Original Pennsylvania Serenaders unter dem Titel „Charleston Cabin“, in dessen erstem Drittel klar die Grundmelodie des „St James Infirmary Blues“ zu erkennen ist; als Autor dieser Version wird ein Roy Reber genannt.
Der Titel des Songs geht möglicherweise auf das St. James Hospital in London zurück, eine religiöse Stiftung, in der Leprakranke behandelt wurden. Das Krankenhaus wurde bereits 1532 geschlossen, als Henry VIII. das Land kaufte, um dort den St James’s Palace zu bauen. Eventuell weist der Song sogar noch weiter in die Geschichte zurück.

## Kennzeichen des Songs
Der Song ist zwar kein wirklicher Blues, trägt aber Züge, „die ihn blueskompatibel erscheinen lassen“. Nicht nur folgen seine „Textzeilen der im Blues üblichen Metrik“, sondern er ist auch bluesartig in Moll verfasst. Jeder Chorus umfasst acht Takte, doch ist seine Form einteilig und es fehlt die typische, dem Call and Response geschuldete Wiederholung.
Im Song, der drei Strophen umfasst, erzählt ein Mann, dass er herunter zum St. James Infirmary ging, wo er tragischerweise sein Mädchen (das sogenannte „Baby“) tot aufgebahrt auffand. Der Erzähler überantwortet ihr Schicksal Gott und stellt sich als weltweit einzigartiger „sweet man“ dar. Für seine eigene Beerdigung bittet er um die Ausstattung mit allen möglichen Statussymbolen, damit er auf „die Boys“ noch einmal richtig Eindruck mache. In der von Louis Armstrong gesungenen Version lautet der Anfang des Songs wie folgt:
I went down to St. James Infirmary,
Saw my baby there,
Stretched out on a long white table,
So cold, so sweet, so fair.

## Erste Aufnahmen durch Louis Armstrong
Armstrong nahm am 12. Dezember 1928 die erste Version des St. James Infirmary auf. Seine Savoy Ballroom Five war dabei um den Arrangeur und Holzbläser Don Redman erweitert, der möglicherweise den Song einbrachte. Nach einem viertaktigen Intro der Bläser tritt die Trompete in den Vordergrund und stellt, umspielt von der Klarinette, das Thema zweimal vor. Dann singt Armstrong, nur von der Rhythmusgruppe begleitet. Im Folgenden spielt die Posaune in halber Zeit, so dass der Durchgang durch den Chorus auf 16 Takte ausgedehnt wird, bevor die Trompete wieder die Führung übernimmt. Armstrong löst sich an der Trompete erst jetzt vom Thema und erfindet in seiner Improvisation melodische Varianten; es folgt ein Call and Response mit der Klarinette.

## Wirkungsgeschichte
Der Song kam mehrfach auf hohe Plätze in der amerikanischen Hitparade:
- Louis Armstrong and His Savoy Ballroom Five (1929, #15)
- King Oliver and His Jazz Band (1930, #9,)
- Cab Calloway and His Orchestra (1931, #3)
- Artie Shaw and His Orchestra (1942, #18)

Armstrong kam später immer wieder auf das Stück zurück; er nahm es etwa 1932 mit seinem Orchester und 1947 mit seinen All Stars auf. Die Fassung von Calloway ist von der 1929 aufgenommenen Version von George E. Lee inspiriert, die langsamer als die Armstrongs ist. Calloway interpretierte den Song auch in Dave Fleischers Schneewittchen-Film Schneewittchen (1933); dort tanzt Koko der Clown hinter Betty Boop in ihrem Glassarg. Auch Bing Crosbys Musical Birth of the Blues (1941) enthielt den Song. In Abbas Kiarostamis 1997 entstandenem Film Der Geschmack der Kirsche steht eine Aufnahme des Songs am mehrdeutigen Schluss. 2002 wurde eine von Atsushi Kimura interpretierte Coverversion in dem auf Osamu Tezukas Comic zurückgehenden Film Metropolis verwendet.
Durch Hot Lips Page und Art Hodes wurde der Song im traditionellen Jazz populär. Fassungen von Cab Calloway, Benny Goodman und Stan Kenton ließen den Song ins Bigband-Repertoire kommen. Zudem interpretierten Pianisten wie Erroll Garner, Red Garland oder Hank Jones den Song ebenso wie Trompeter bis hin zu Enrico Rava und Tiger Okoshi. Insbesondere im Soul Jazz nahmen sich Musiker wie Les McCann, Jimmy Smith, King Curtis und Della Reese, später dann Allen Toussaint, Boogaloo Joe Jones und Trombone Shorty mit Booker T. Jones des Songs an, der aber auch von eher der Avantgarde zuzurechnenden Musikern wie Archie Shepp, Marc Ribot und Peter Brötzmann aufgegriffen wurde. Eine neuere Einspielung des Songs findet sich auf Klaus Doldingers Album aus 2016 mit Helge Schneider als Gast an der Hammond-Orgel.
Der Song war auch im Bluesgenre anerkannt. Sängerinnen wie Mattie Hite (1930) und Julia Lee interpretierten den Song ebenso wie Josh White und Bobby Bland. In ihrer Folge stehen Fassungen von Janis Joplin, Lou Rawls, Jackie Wilson, Eric Burdon und The Animals, The Doors, Van Morrison, Joe Cocker oder Angela Brown. Der Gitarrist Eric Clapton spielte eine Live-Version des Titels gemeinsam mit dem Pianisten Dr. John für den Musiksender VH1 ein.
Die White Stripes übertrugen den Song in den Rock.
Blind Willie McTell sang mit dem Dying Crapshooter’s Blues eine Variante mit neuem Text; Bob Dylan machte für seinen Song Blind Willie McTell ebenfalls Anleihen in der Melodie von St. James Infirmary. Auf der Grundlage von St. James Infirmary entstand auch der durch Josh White bekannte Free and Equal Blues (von Earl Robinson und Yip Harburg), in dem der Doktor des Hospitals darauf hinweist, dass es dem Blutplasma egal ist, welche Hautfarbe die Spender haben und dessen Schlussfolgerung ist, dass alle Menschen gleich behandelt werden müssten.
In Albert Camus’ Roman Die Pest ist St.James Infirmary die einzige Schallplatte, die der Gruppe von Hauptpersonen in der von der Außenwelt isolierten Stadt Oran zur Verfügung steht.
Im 2018 erschienenen Film Wach von Kim Frank singt die Protagonistin Nike den Song als Ambient-Version.